# Tramwaje w Ayr
Tramwaje w Ayr – nieistniejący system komunikacji tramwajowej w szkockim mieście Ayr, działający w latach 1901−1931.

## Historia
Komunikację tramwajową uruchomiono 26 września 1901. Linia tramwajowa o standardowym rozstawie szyn (1435 mm) połączyła Prestwick na północy, Ayr, St Leonards i Alloway na południu. 18 sierpnia 1913 otwarto krótkie odgałęzienie z centrum Ayr do toru wyścigowego. Finalnie sieć osiągnęła długość 6,39 mili (10,3 km). Pod koniec 1931 sieć tramwajowa została wykupiona przez Scottish Motor Traction Company i zamknięta 31 grudnia tego samego roku.